# Elina Born

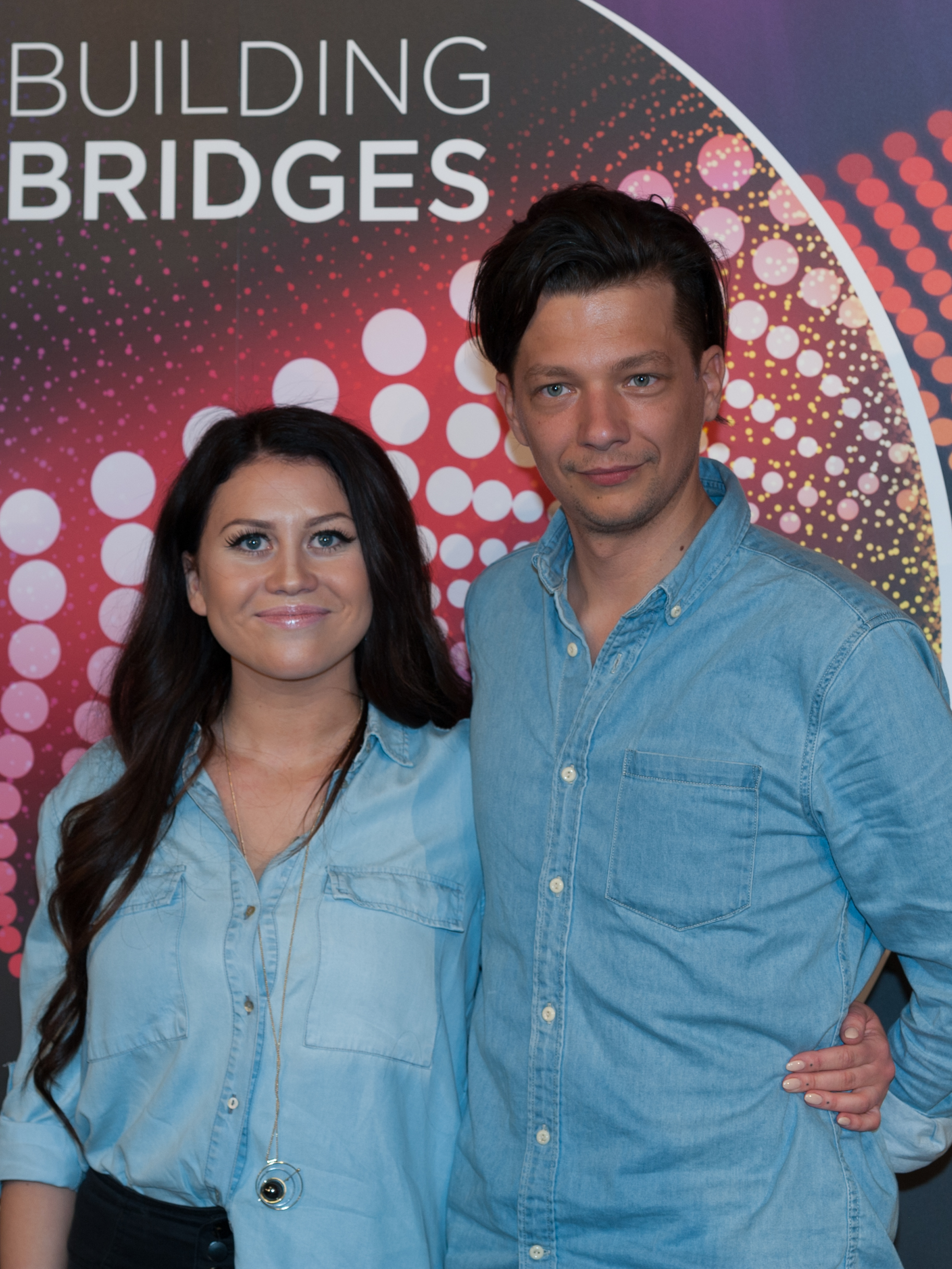
Junto a su compañero Stig Rästa.

Elina Born (n. Lehtse, Estonia, 29 de junio de 1994) es una cantante estonia.
Ha sido la representante de Estonia en el Festival de la Canción de Eurovisión 2015, junto al cantante Stig Rästa y con la canción "Goodbye to Yesterday".
Elina es considerada una de las mejores cantantes de Estonia.

## Biografía
Nacida en la población estonia de Lehtse, en el año 1994. Elina Born, comenzó su carrera musical subiendo vídeos a la plataforma de  YouTube en los que aparecía cantando en solitario. Hasta que un día subió un vídeo en el que cantaba una versión de la canción titulada "Cruz" de la artista internacional Christina Aguilera y con ello se hizo algo conocida por Internet y también el que fue su compañero en Eurovisión 2015, el cantante Stig Rästa, la conoció por ese vídeo y dijo que estaba completamente encantado con la calidad musical de Elina y entonces decidió escribirle un mensaje por Facebook en el que le expresó su opinión y donde incluso nació la idea de poder actuar en Eurovisión.
En el año 2012, concursó en la quinta temporada de la versión estonia del concurso "Idols", titulado "Eesti Otsib Superstaari" de la cadena de televisión TV3, en el que se trata de descubrir al mejor cantante de Estonia a través de una serie de audiciones a nivel nacional que la llevaron a poder participar en el programa donde llegó hasta la gran final, terminando segunda por detrás del ganador Rasmus Rändvee.
En este mismo año, sacó su primer sencillo titulado "Enough". En 2013 sacó el sencillo "Miss Calculation" y en 2014 "Mystery".
En febrero de 2015 Elina junto a Stig Rästa, participó en la selección nacional "Eesti Laul 2015" organizada por la Eesti Rahvusringhääling (ERR). Ambos participaron con la canción "Goodbye to Yesterday" ("Adiós al ayer") con la que recibieron el mayor apoyo de los jueces y los espectadores logrando ganar la selección y siendo elegidos para representar a Estonia en el Festival de la Canción de Eurovisión 2015 que se celebró en el Wiener Stadthalle de la ciudad de Viena, Austria.
Durante su participación en Eurovisión 2015, el 19 de mayo tras superar la semifinal lograron entrar en la final que se celebró el día 23 de mayo, donde actuaron en cuarta posición y finalmente acabaron en 7º lugar con un total de 106 puntos.
También durante esta época, el día 18 de mayo lanzó su primer álbum titulado con su propio nombre "Elina Born", en el que están todos sus singles incluyendo la canción utilizada en eurovisión "Goodbye to Yesterday" que ha obtenido una clasificación en las listas de numerosos países: Raadio Uuno, Ö3 Austria Top 40, Media Control Charts, Ultratop, MegaCharts, Sverigetopplistan y Schweizer Hitparade.
En el mes de junio se estrenó la canción "The Otheside", en la que participó en colaboración junto a otras participantes de Eurovisión Elhaida Dani (Albania) y Maria Elena Kyriakou (Grecia) y también junto a las cantantes Tamar Kaprelian y Stephanie. 
Elina, también durante este tiempo ha sacado su siguiente sencillo titulado "Kilimanjaro".
En 2017, Elina intentó representar por segunda vez a Estonia en el festival de Eurovisión, algo que no consiguió al finalizar en última posición en la final del Eesti Laul, a pesar de haber triunfado en su semifinal con la canción "In or Out", compuesta por Stig Rästa.

## Discografía

### Álbum
| Título     | Detalles                                                                                                  |
| ---------- | --- |
| Elina Born | - Lanzamiento: 18 de mayo de 2015 - Etiqueta: Star Management Discography - Formato: CD, descarga digital |

### Singles
| Año  | Título                                  | Posiciones en las listas | Posiciones en las listas | Posiciones en las listas | Posiciones en las listas | Posiciones en las listas | Posiciones en las listas | Posiciones en las listas | Posiciones en las listas | Álbum      |
| Año  | Título                                  | EST Airplay              | AUT                      | GER                      | BEL (FL)                 | BEL (WA)                 | NL                       | SWE                      | SWI                      | Álbum      |
| ---- | --------------------------------------- | ------------------------ | ------------------------ | ------------------------ | ------------------------ | ------------------------ | ------------------------ | ------------------------ | ------------------------ | ---------- |
| 2012 | "Enough"                                | 3                        | —                        | —                        | —                        | —                        | —                        | —                        | —                        | Elina Born |
| 2013 | "Miss Calculation"                      | 1                        | —                        | —                        | —                        | —                        | —                        | —                        | —                        | Elina Born |
| 2014 | "Mystery"                               | 5                        | —                        | —                        | —                        | —                        | —                        | —                        | —                        | Elina Born |
| 2015 | "Goodbye to Yesterday" (con Stig Rästa) | 1                        | 8                        | 71                       | 32                       | 42                       | 73                       | 56                       | 68                       | Elina Born |
| 2015 | "Kilimanjaro"                           | —                        | —                        | —                        | —                        | —                        | —                        | —                        | —                        | Elina Born |
| 2017 | "In or Out"                             |                          |                          |                          |                          |                          |                          |                          |                          |            |

### Colaboración
| Año  | Título                                                                                        | Álbum |
| ---- | --------------------------------------------------------------------------------------------- | ----- |
| 2015 | "The Otherside" (Tamar Kaprelian, Elhaida Dani, Elina Born, Maria Elena Kyriakou y Stephanie) | —     |